# 張志勇 (演員)
張志勇（1978年—），中國大陸男演員，於2024年憑主演同志題材電影《漂亮朋友》贏得第61屆金馬獎最佳男主角。

## 早年
張志勇於1978年在黑龍江鶴崗市出生。他於一個礦產小區長大，跟日後成為導演的耿軍是同鄉和兒時好友。張十歲時跟耿等人在礦坑玩耍時撿到一枝雷管，並在好奇心驅使下嘗試用菜刀將之切開，但雷管意外爆炸，將張的眼睛和手指炸傷。雖然傷口大致復原，但還是留下了輕度殘疾。耿軍指張在剛開始演戲時總是因此而不敢面對鏡頭，但後來在耿的鼓勵下回復自信。張隨後就讀於曲阜師範學校。

## 演藝生涯
張於22歲時從影，並自耿軍於2002年開始拍攝電影起經常參演他的作品。他在拍戲的同時亦有全職工作。2013年，他在耿軍的短片《錘子鐮刀都休息》中飾演勇哥一角，而該短片在第51屆金馬獎贏得最佳創作短片。耿利用張的殘疾，將他的角色設計成以柺仗為武器的劫匪。張隨後在2015年於王通的《吉日安葬》中飾演村長老高一角，又在耿軍的2016年長片《輕鬆+愉快》中飾演偽裝成肥皂推銷員的騙子。他亦在邢健執導的2019年歷史電影《冬去冬又来》中擔任要角，以及在耿軍的2019年長片《東北虎》中飾演欠下鉅債的建築商。
2024年，張在耿軍執導的同志題材長片《漂亮朋友》中以本名參演，詮釋一個家庭和事業穩定但渴望獲得性愛自由的同性戀者。他憑此角色贏得第61屆金馬獎最佳男主角，成為自2019年中國大陸封殺金馬獎以來首位獲獎的中國大陸演員。張亦在鍾孟宏執導的台灣歷史電影《餘燼》中客串。

## 作品列表
| 年份 | 標題           | 角色   | 備註   |
| ---- | -------------- | ------ | ------ |
| 2009 | 青年           |        | [ 15 ] |
| 2013 | 錘子鐮刀都休息 | 勇哥   | [ 6 ]  |
| 2015 | 吉日安葬       | 老高   | [ 6 ]  |
| 2016 | 輕鬆+愉快      | 張志勇 | [ 8 ]  |
| 2017 | 诗人与摇滚歌手 |        | [ 15 ] |
| 2019 | 冬去冬又来     | 冰尜   | [ 9 ]  |
| 2021 | 时来运未转     |        | [ 16 ] |
| 2022 | 東北虎         | 馬千里 | [ 10 ] |
| 2022 | 一匹狼在放哨   |        | [ 17 ] |
| 2024 | 漂亮朋友       | 張志勇 | [ 18 ] |
| 2024 | 餘燼           | 審問員 | 客串   |

## 獎項與提名
| 年份   | 獎項         | 類別       | 作品         | 結果 | 參     |
| ------ | ------------ | ---------- | ------------ | ---- | ------ |
| 2024年 | 第61屆金馬獎 | 最佳男主角 | 《漂亮朋友》 | 獲獎 | [ 13 ] |

## 外部連結
- 张志勇的官方抖音號 （页面存档备份，存于）
- 張志勇在互联网电影资料库（IMDb）上的資料（英文）